# علي مدراتي
علي مدراتي (1939 - 13 أغسطس 2020) ممثل سوري، من مواليد مدينة حلب، وخريج المعهد العالي للفنون المسرحية، انضم إلى نقابة الفنانين عام 1969.

## أعماله

### مسلسلات
- صقر قريش
- صلاح الدين الأيوبي
- البحث عن صلاح الدين
- ليل المسافرين
- تلك الأيام
- أبو جلدة
- خان الحرير
- نقطة ببحر
- أيام الغضب
- تل الرماد
- العرس الحلبي
- أنا وبناتي
- رمح النار
- أمينة الصندوق
- الناس بلا الناس

### أفلام
- الفهد (1972)
- بقايا صور (1973)
- وقائع العام المقبل (1985)
- صهيل الجهات (1993)
- تراب الغرباء (1997)
- وداعًا أيُّها الحب (2011)

### أخرى
- هوامش غير هامشية (مسلسل إذاعي)
- العاشق (تمثيلية)

## وفاته
توفي يوم الخميس 13 أغسطس 2020 الموافق 23 ذو الحجة 1441 هـ، بعد معاناة مع المرض عن عمر ناهز 81 عامًا.